# Новий Госткув
Новий Госткув (пол. Nowy Gostków) — село в Польщі, у гміні Вартковиці Поддембицького повіту Лодзинського воєводства.
Населення — 141 особа (2011).
У 1975-1998 роках село належало до Серадзького воєводства.

## Демографія
Демографічна структура станом на 31 березня 2011 року:
|          | Загалом | Допрацездатний вік | Працездатний вік | Постпрацездатний вік |
| -------- | ------- | ------------------ | ---------------- | -------------------- |
| Чоловіки | 65      | 15                 | 44               | 6                    |
| Жінки    | 76      | 16                 | 39               | 21                   |
| Разом    | 141     | 31                 | 83               | 27                   |